# Campeonato Cabo-Verdiano de Futebol de 2018
O Campeonato Cabo-Verdiano de futebol de 2018, ou Campeonato Nacional Grupo Tecnicil, por motivos de patrocínio, foi a 37ª edição da Campeonato Cabo-Verdiano de Futebol, competição de futebol.
O campeonato teve início no final de 2017, com os torneios locais qualificatórios, onde 11 equipes mais o defensor do título avançariam à segunda fase, e teve seu término em 3 de junho, com a realização da grande Final. A equipa Associação Académica da Praia conseguiu o seu segundo título ao vencer o Clube Sportivo Mindelense por 2 a 0.

## Formato
Um total de 12 clubes participam do Campeonato Nacional. Os clubes cabo-verdianos nas nove ilhas habitadas disputam entre no final de 2017 e o início de 2018 nas onze ligas regionais, onde cada campeão se classifica para o campeonato nacional. Os campeões em título, que é o Sporting Praia, também se qualificaram e, se vencerem a liga regional, o vice-campeonato também se qualifica.
A temporada é a segunda vez que apresenta três grupos, onde os três primeiros se qualificam ao lado do segundo colocado com o maior número de pontos (se tiver o mesmo, pode incluir o maior número de golos marcados) na fase eliminatória.
O Grupo A apresenta os campeões de Boa Vista, Santo Antão do Sul, Santiago do Sul e São Vicente. O Grupo B conta com os campeões da Brava, Santo Antão Norte, Santiago Norte e São Nicolau e o Grupo C é campeão nacional da temporada anterior, mais os campeões das ligas regionais do Fogo, Maio e Sal.

## Clubes

### Informações sobre o clubes
| Clube                              | Localização            | Estádio            | Capaciade |
| ---------------------------------- | ---------------------- | ------------------ | --------- |
| Associação Académica do Porto Novo | Porto Novo             | Porto Novo         | 8 000     |
| Associação Académica da Praia      | Praia                  | Estádio da Várzea  | 12 000    |
| Barreirense Futebol Clube          | Barreiro               | 20 de Janeiro      | 4 000     |
| Futebol Clube Belo Horizonte       | Juncalinho             | João de Deus       | 1 000     |
| Clube Sportivo Mindelense          | Mindelo                | Adérito Sena       | 5 000     |
| Sport Clube Morabeza               | Cidade Nova Sintra     | Aquiles d'Oliveira | 500       |
| Clube Desportivo Os Foguetões      | Eito/Cidade das Pombas | João da Serra      | 2 000     |
| Sport Sal Rei Club                 | Sal Rei                | Arsénio Ramos      | 500       |
| Clube Desportivo Scorpion Vermelho | Pedra Badejo           | 25 de Julho        | 1 000     |
| Sporting Clube da Praia            | Praia                  | Várzea             | 12 000    |
| Vulcânicos                         | São Filipe             | 5 de Julho         | 1 000     |

### Classificação

#### Grupo A
| # | Equipa                  | J | V | E | D | GP | GC | SG | Pts | Classificação                                            |
| - | ----------------------- | - | - | - | - | -- | -- | -- | --- | -------------------------------------------------------- |
| 1 | Académica da Praia (Q)  | 6 | 3 | 2 | 1 | 6  | 4  | +2 | 11  | Qualificado para Meia final                              |
| 2 | CS Mindelense (Q)       | 6 | 2 | 4 | 0 | 6  | 4  | +2 | 10  | Qualificado para Meia final como melhor segundo colocado |
| 3 | Académica do Porto Novo | 6 | 2 | 2 | 2 | 8  | 7  | +1 | 8   |                                                          |
| 4 | Sal Rei                 | 6 | 0 | 2 | 4 | 5  | 10 | −5 | 2   |                                                          |

Fonte: FIFA.com
Regras para classificação: 1º pontos; 2º saldo de gols; 3º gols pró.
(C) = Campeão; (R) = Rebaixado; (P) = Promovido; (O) = Vencedor do play-off; (A) = Classificado para a próxima fase. 
Somente aplicável se a temporada não tiver terminado: 
(Q) = Classificado para a fase do torneio indicada; (TQ) = Classificado para o torneio, mas não para a fase indicada; (DQ) = Desclassificado do torneio.

#### Grupo B
| # | Equipa            | J | V | E | D | GP | GC | SG | Pts | Classificação                                            |
| - | ----------------- | - | - | - | - | -- | -- | -- | --- | -------------------------------------------------------- |
| 1 | Os Foguetões (Q)  | 6 | 3 | 2 | 1 | 5  | 4  | +1 | 11  | Qualificado para Meia final                              |
| 2 | Scorpion Vermelho | 6 | 2 | 3 | 1 | 9  | 5  | +4 | 9   | Qualificado para Meia final como melhor segundo colocado |
| 3 | Belo Horizonte    | 6 | 2 | 3 | 1 | 8  | 6  | +2 | 9   |                                                          |
| 4 | Morabeza          | 6 | 1 | 0 | 5 | 4  | 11 | −7 | 3   |                                                          |

Fonte: FIFA.com
Regras para classificação: 1º pontos; 2º saldo de gols; 3º gols pró.
(C) = Campeão; (R) = Rebaixado; (P) = Promovido; (O) = Vencedor do play-off; (A) = Classificado para a próxima fase. 
Somente aplicável se a temporada não tiver terminado: 
(Q) = Classificado para a fase do torneio indicada; (TQ) = Classificado para o torneio, mas não para a fase indicada; (DQ) = Desclassificado do torneio.

#### Grupo C
| # | Equipa            | J | V | E | D | GP | GC | SG | Pts | Classificação                                            |
| - | ----------------- | - | - | - | - | -- | -- | -- | --- | -------------------------------------------------------- |
| 1 | GD Palmeira (Q)   | 6 | 3 | 1 | 2 | 8  | 7  | +1 | 10  | Qualificado para Meia final                              |
| 2 | Sporting da Praia | 6 | 2 | 2 | 2 | 5  | 5  | 0  | 8   | Qualificado para Meia final como melhor segundo colocado |
| 3 | Vulcânicos        | 6 | 2 | 2 | 2 | 4  | 4  | 0  | 8   |                                                          |
| 4 | Barreirense       | 6 | 1 | 3 | 2 | 7  | 8  | −1 | 6   |                                                          |

Fonte: FIFA.com
Regras para classificação: 1º pontos; 2º saldo de gols; 3º gols pró.
(C) = Campeão; (R) = Rebaixado; (P) = Promovido; (O) = Vencedor do play-off; (A) = Classificado para a próxima fase. 
Somente aplicável se a temporada não tiver terminado: 
(Q) = Classificado para a fase do torneio indicada; (TQ) = Classificado para o torneio, mas não para a fase indicada; (DQ) = Desclassificado do torneio.

## Meias finais
| 19 de maio de 2018 | CS Mindelense | 2:1 | GD Palmeira | Estádio Municipal Adérito Sena Mindelo |
|                    |               |     |             | Árbitro: Manuel Timas                  |

| 20 de maio de 2018 | Os Foguetões | 0:0 | Académica da Praia | Estádio João Serra, Ponta do Sol |
|                    |              |     |                    |                                  |

| 26 de maio de 2018 | GD Palmeira | 0:1 | CS Mindelense | Estádio Marcelo Leitão, Espargos |
|                    |             |     |               |                                  |

| 27 de maio de 2018 | Académica da Praia | 1:0 | Os Foguetões | Estádio da Várzea Praia |
|                    |                    |     |              |                         |

## Final
| 2 de junho de 2018 | CS Mindelense | 0:2 Prol. | Académica da Praia  | Estádio Municipal do Porto Novo, Porto Novo |
|                    |               |           | Ró 112' · Mike 119' | Árbitro: António Rodrigues                  |